# El capitán Blood
El capitán Blood es una novela de aventuras de Rafael Sabatini, publicada por primera vez en 1922.

## Breve resumen de la historia
Peter Blood, más conocido como   El Capitán Blood, es el protagonista principal de la historia. Es un navegante irlandés a quien las circunstancias arrastraron a una vida de aventura y piratería en el siglo XVII. Graduado de medicina en Bridgewater, Inglaterra, Blood es acusado de haber formado parte en la conspiración contra Jacobo II y es apresado y enviado injustamente a las plantaciones de la Barbada. En la Barbada, Blood y sus amigos roban un barco español anclado en las costas de la isla y huyen en ese buque, rebautizado Arabella. Blood y su tripulación se convierten en hábiles piratas y pronto logran gran fortuna y fama. El Capitán junta a una flota en La Tortuga y ataca el puerto español de Maracaibo, de donde escapa de una forma extraordinaria según nos relata Rafael Sabatini. Cuando Guillermo III de Orange es proclamado soberano de Inglaterra, Blood ofrece sus servicios al nuevo monarca y es nombrado gobernador de Jamaica.

## Adaptaciones cinematográficas
La novela ha sido adaptada dos veces al cine:
- El capitán Blood (película de 1924)
- El capitán Blood (película de 1935)

En 1950 se realizó otra película titulada The Fortunes of Captain Blood (Las Fortunas del Capitán Blood).

## Influencia en videojuegos
- En el videojuego Age of Pirates 2: City of Abandoned Ships, sobre decenas de barcos de la época se reviven las aventuras de Peter Blood y otros personajes por todo el caribe.